# Reichsforschungssiedlung Haselhorst

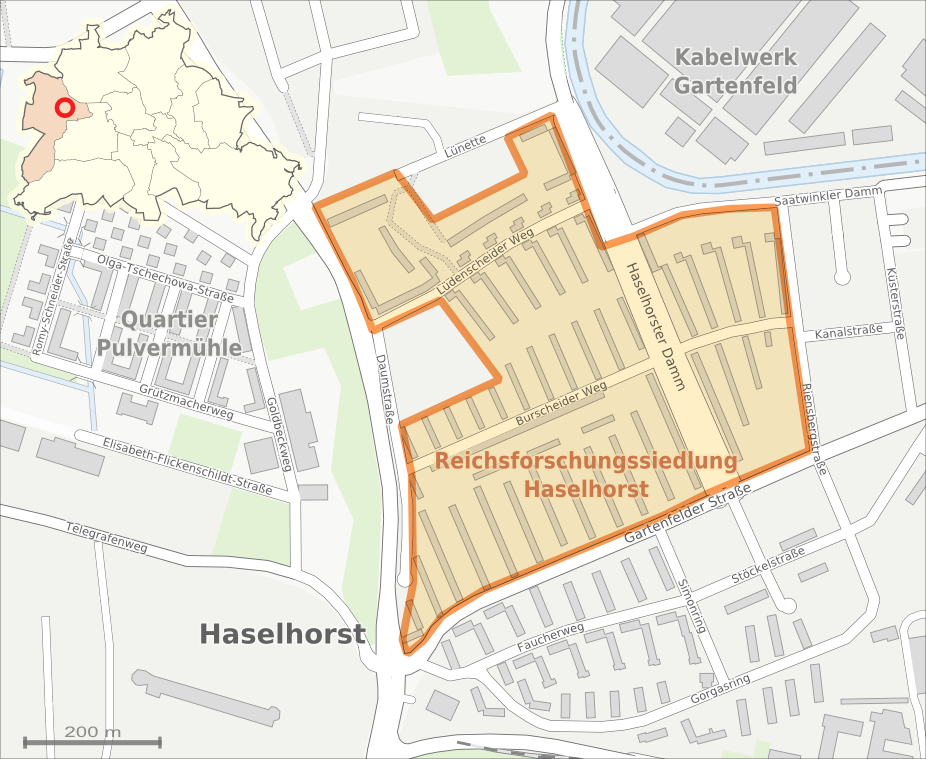
Lage der Siedlung in Berlin-Haselhorst

Die Reichsforschungssiedlung Haselhorst ist eine Wohnanlage im Berliner Ortsteil Haselhorst. Sie wurde zwischen 1930 und 1935 errichtet und ist das Ergebnis eines 1928 von der Reichsforschungsgesellschaft für Wirtschaftlichkeit im Bau- und Wohnungswesen ausgeschriebenen Wettbewerbes zur Erbauung einer Modellsiedlung für über 10.000 Menschen. Nachdem die RFG im Juni 1931 aufgelöst worden war, übernahm die Stiftung zur Förderung von Bauforschungen als deren Rechtsnachfolgerin die finanzielle Förderung der Baumaßnahmen.
Mit dem Vorhaben wollte man die Wirtschaftlichkeit unterschiedlicher Wohnungsgrundrisse, Bauabläufe und Bautechniken erforschen. Den Wettbewerb gewannen die Architekten Walter Gropius und Stephan Fischer mit einem konsequenten Zeilenbaukonzept. Die von Gropius favorisierten zehn- bis zwölfgeschossigen Wohnhochhäuser wurden jedoch nicht gebaut, sondern überwiegend viergeschossige Wohnzeilen. Die mit der Bauausführung beauftragte Gemeinnützige Heimstätten AG Groß-Berlin (Heimag, später: Gewobag) vergab die Entwurfsplanung für einzelne Bauabschnitte an Fred Forbát, Otto Bartning, Paul Emmerich und Paul Mebes, sowie weitere Architekten.
Die meisten der 3500 gebauten Wohnungen waren Ein- und Zweizimmer-Wohnungen mit einer Fläche von 40 bis 50 m². Damit sollte der Bedarf an preiswerten Kleinwohnungen für Arbeiterfamilien der nahegelegenen Industrieansiedlungen (wie Siemens in Siemensstadt und Borsigwerke in Tegel) gedeckt werden.
Die Siedlung steht seit 1995 unter Denkmalschutz. Von 2003 bis 2013 wurde die Wohnanlage durch die Gewobag für 130 Millionen Euro denkmalgerecht modernisiert, wobei einige Wohnungen durch Zusammenlegung vergrößert wurden.
Seit 2014 kann eine Museumswohnung in der Siedlung besichtigt werden. Sie ist denkmalgerecht wiederhergerichtet und im Stil der frühen 1930er Jahre möbliert.

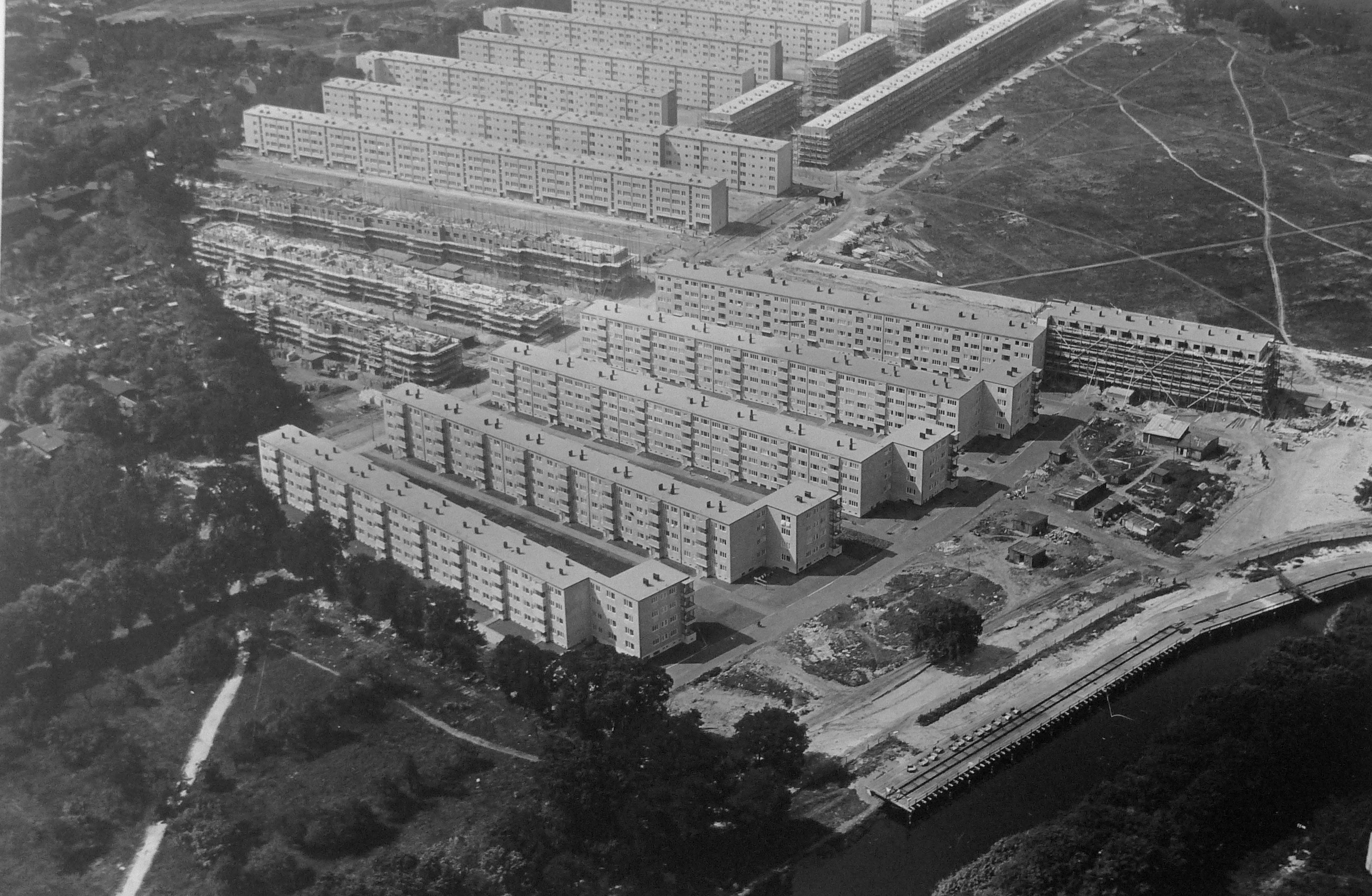
Reichsforschungssiedlung im Bau, um 1931
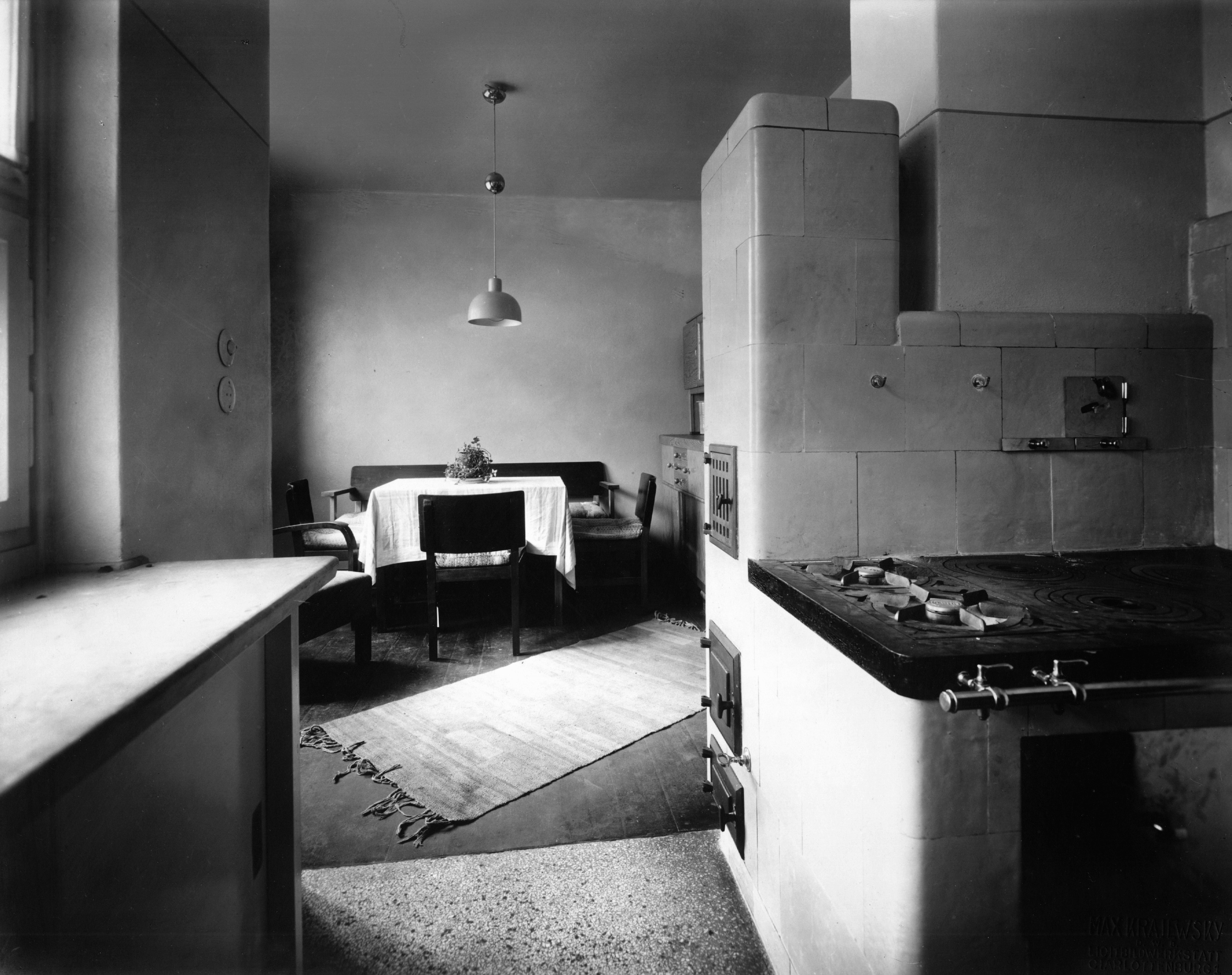
Wohnküche in Haselhorst, um 1931
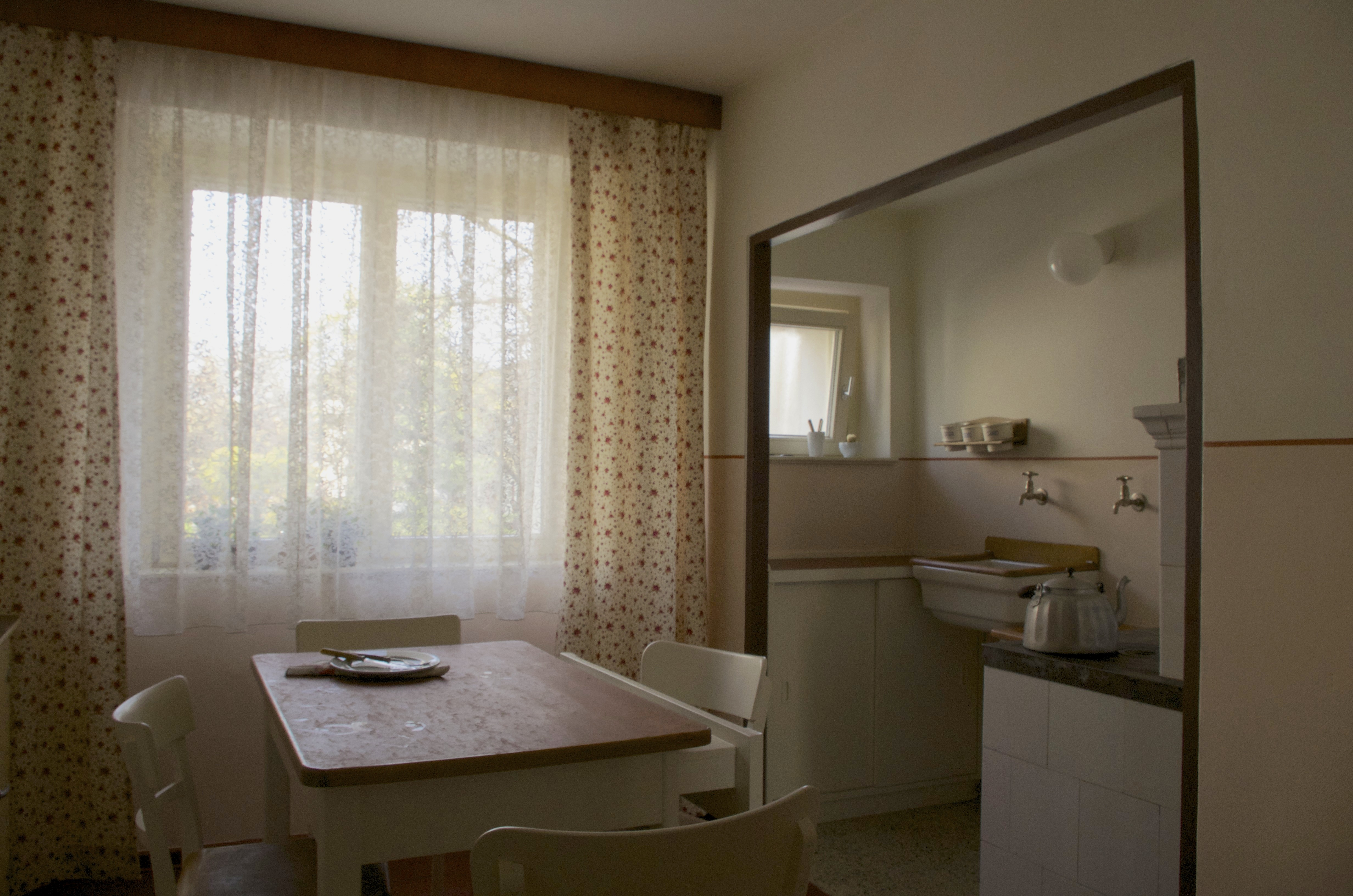
Museumswohnung, eröffnet 2014
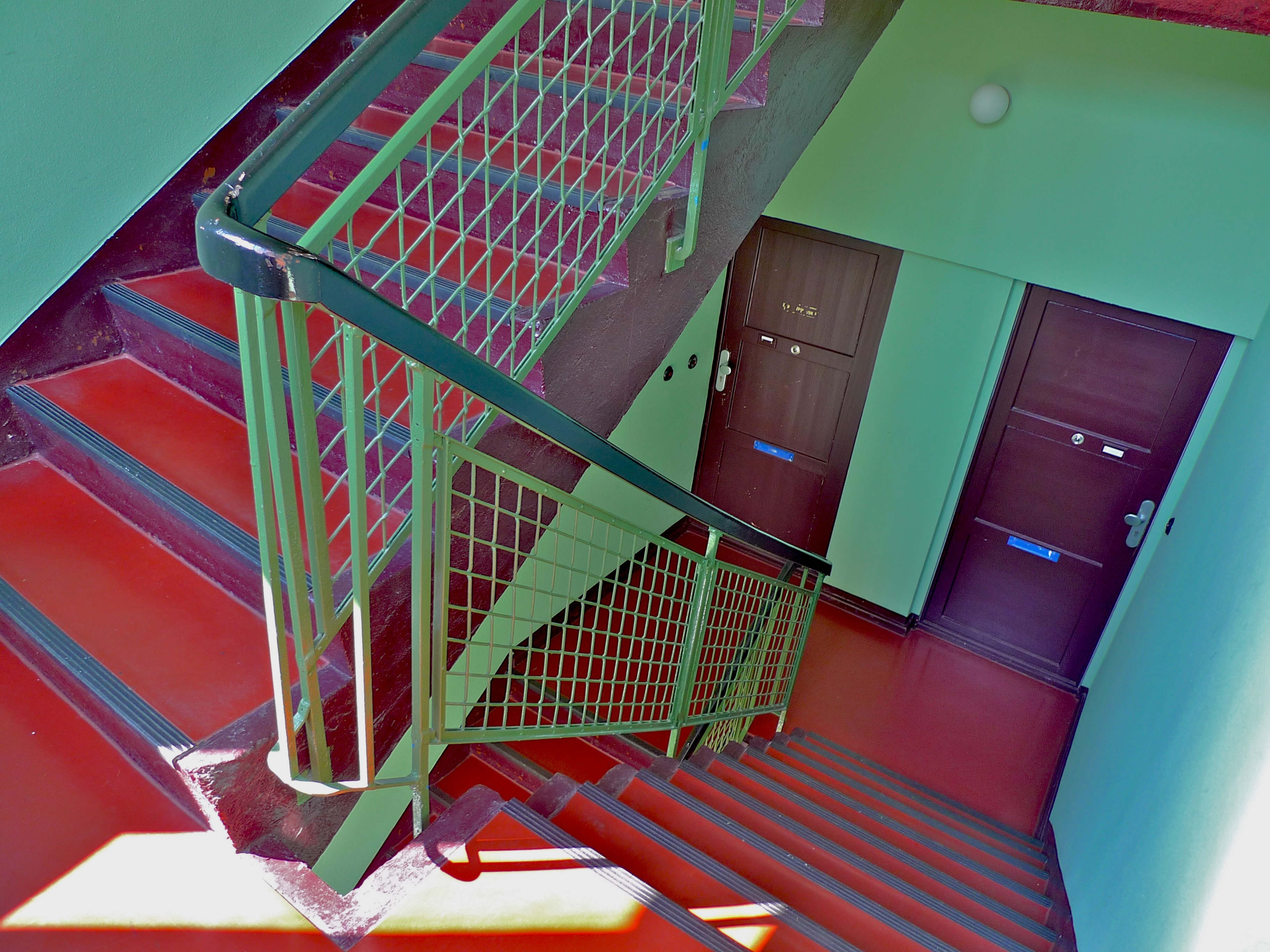
Treppenhaus im Burscheider Weg 6e
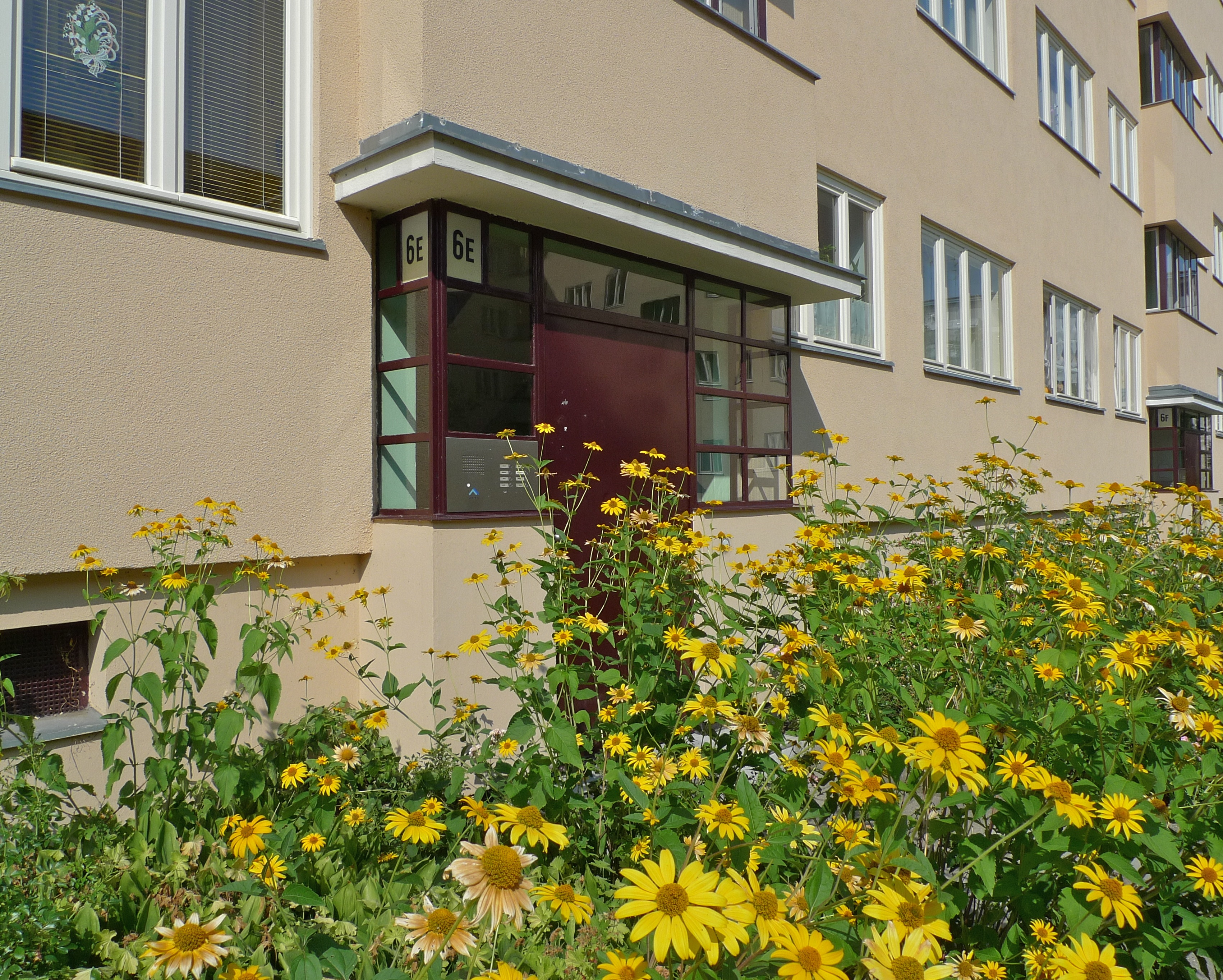
Eingangsbereich Burscheider Weg 6e
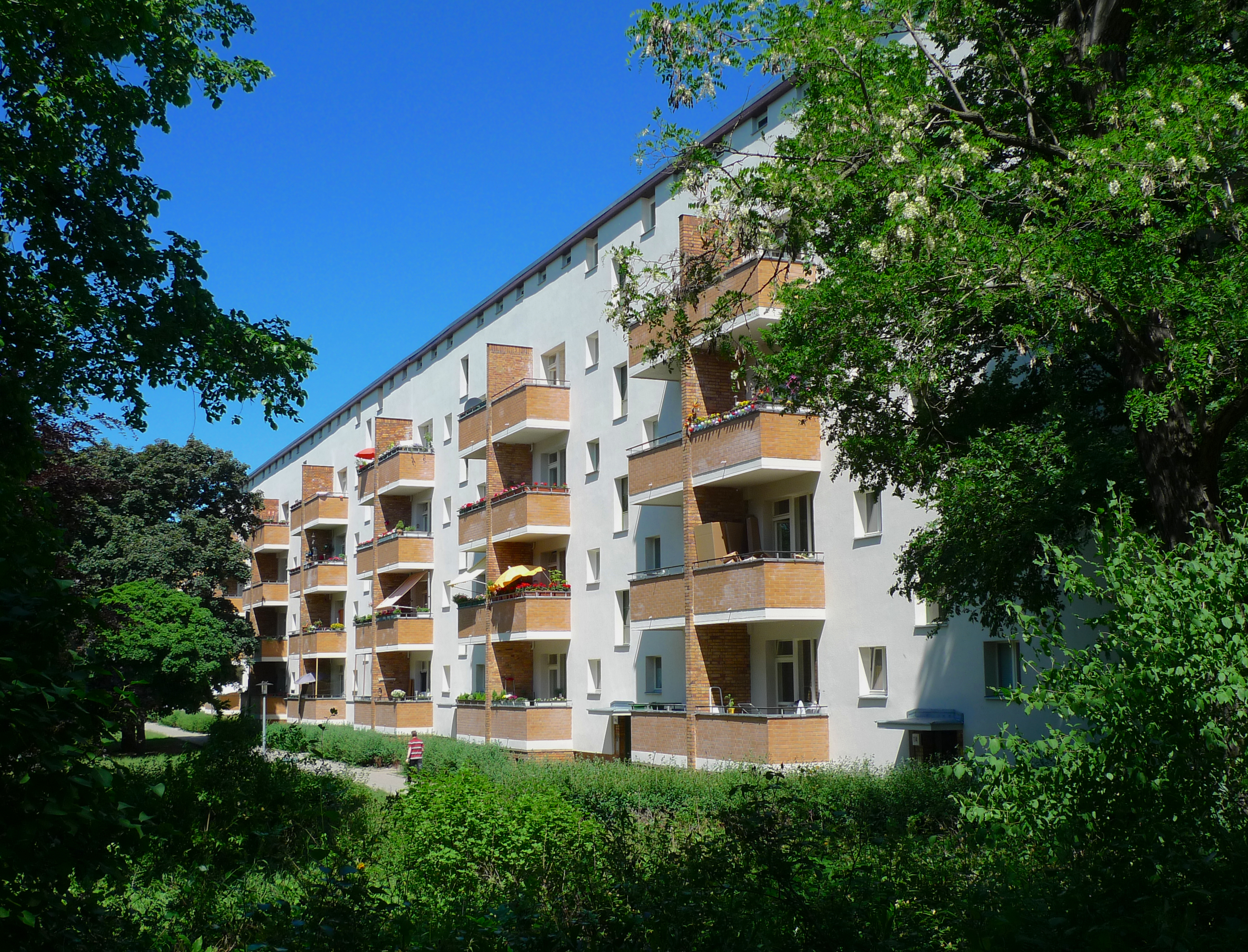
Block von Fred Forbát, Gartenfelder Straße 134
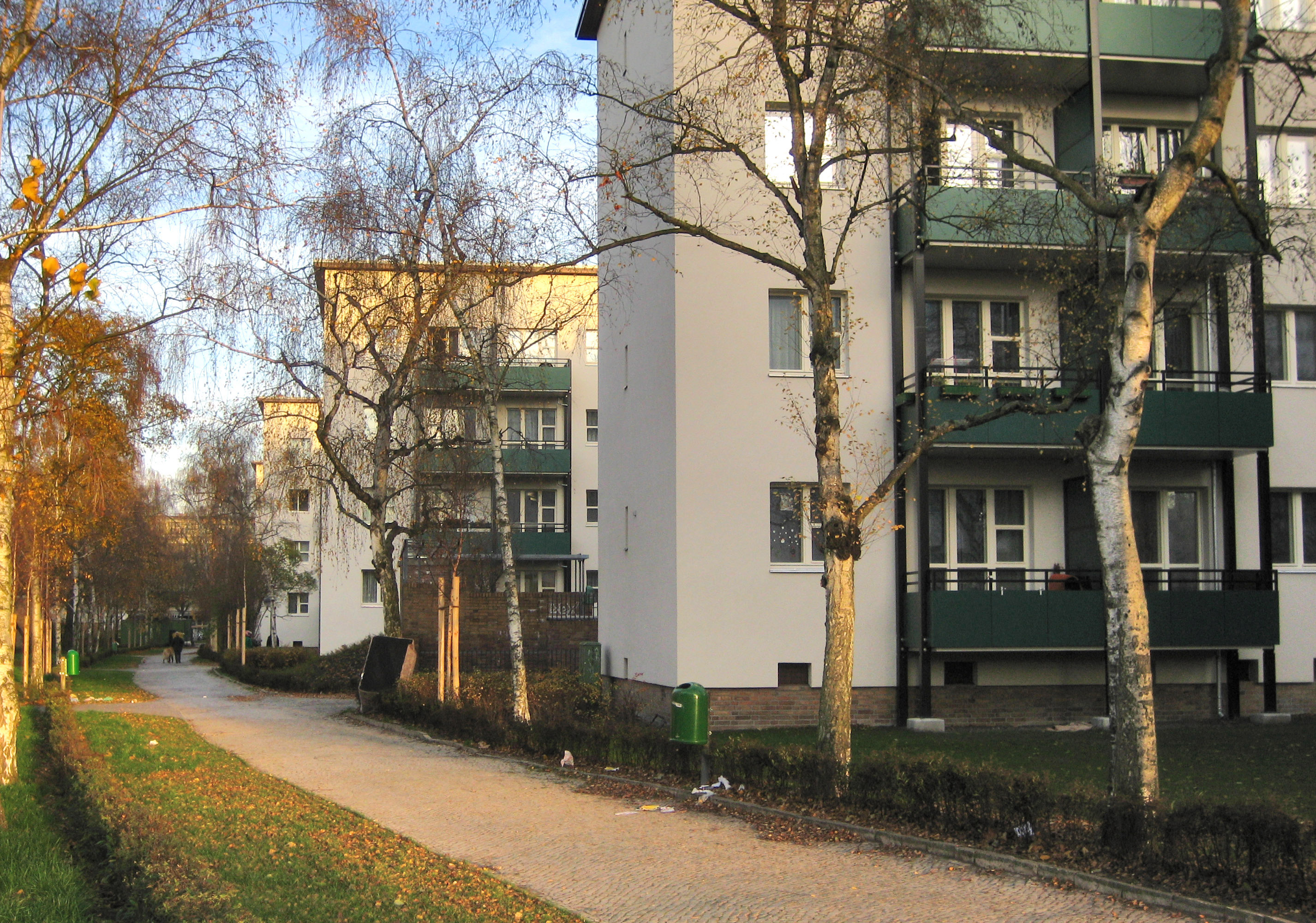
Mit Birken begrenzter Weg, Wohnzeilen am Burscheider Weg
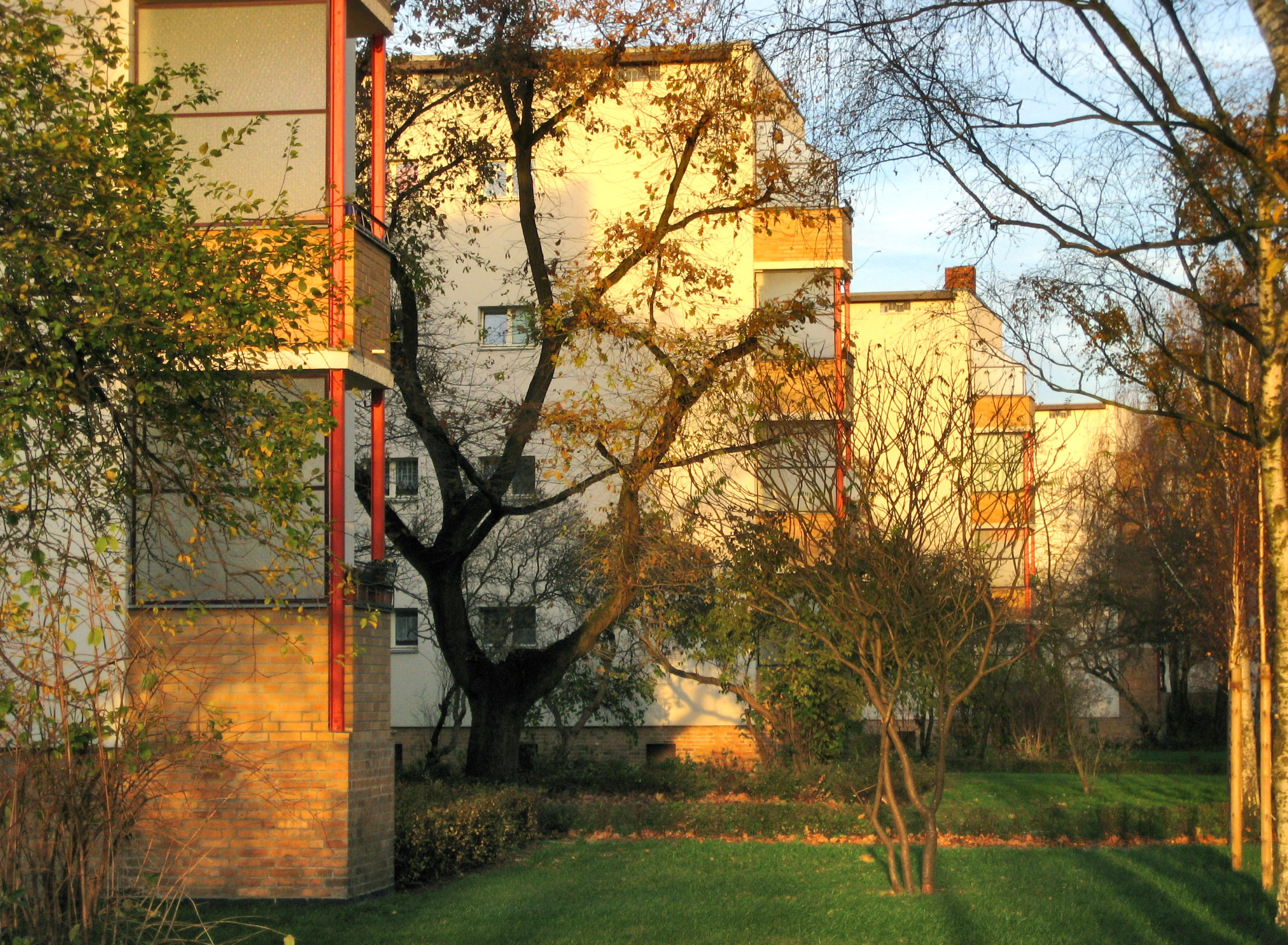
Balkonkonstruktion mit Stahlträgern am Lüdenscheider Weg
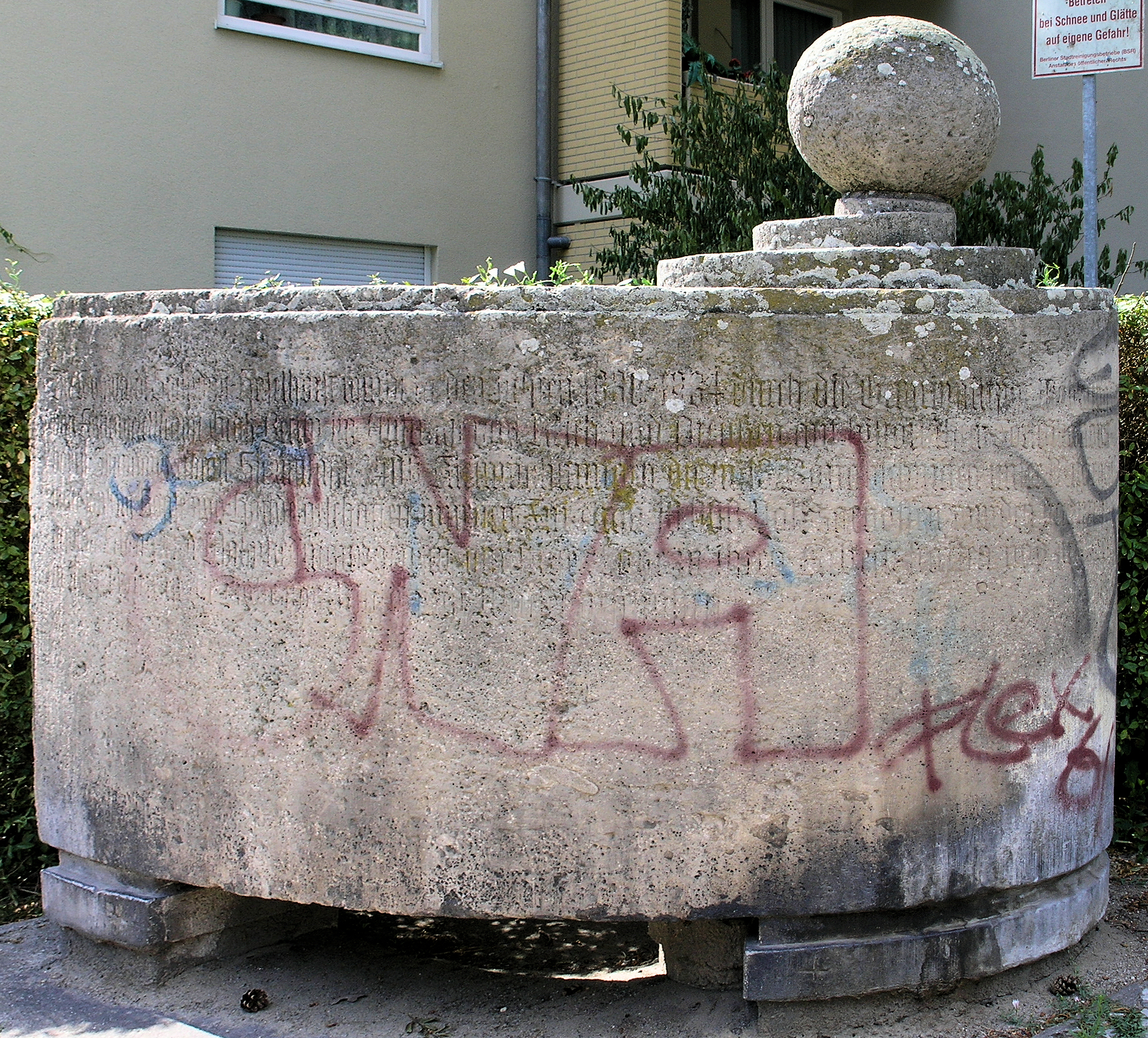
NS-Gedenkstein von 1935, Lüdenscheider Weg / Haselhorster Damm
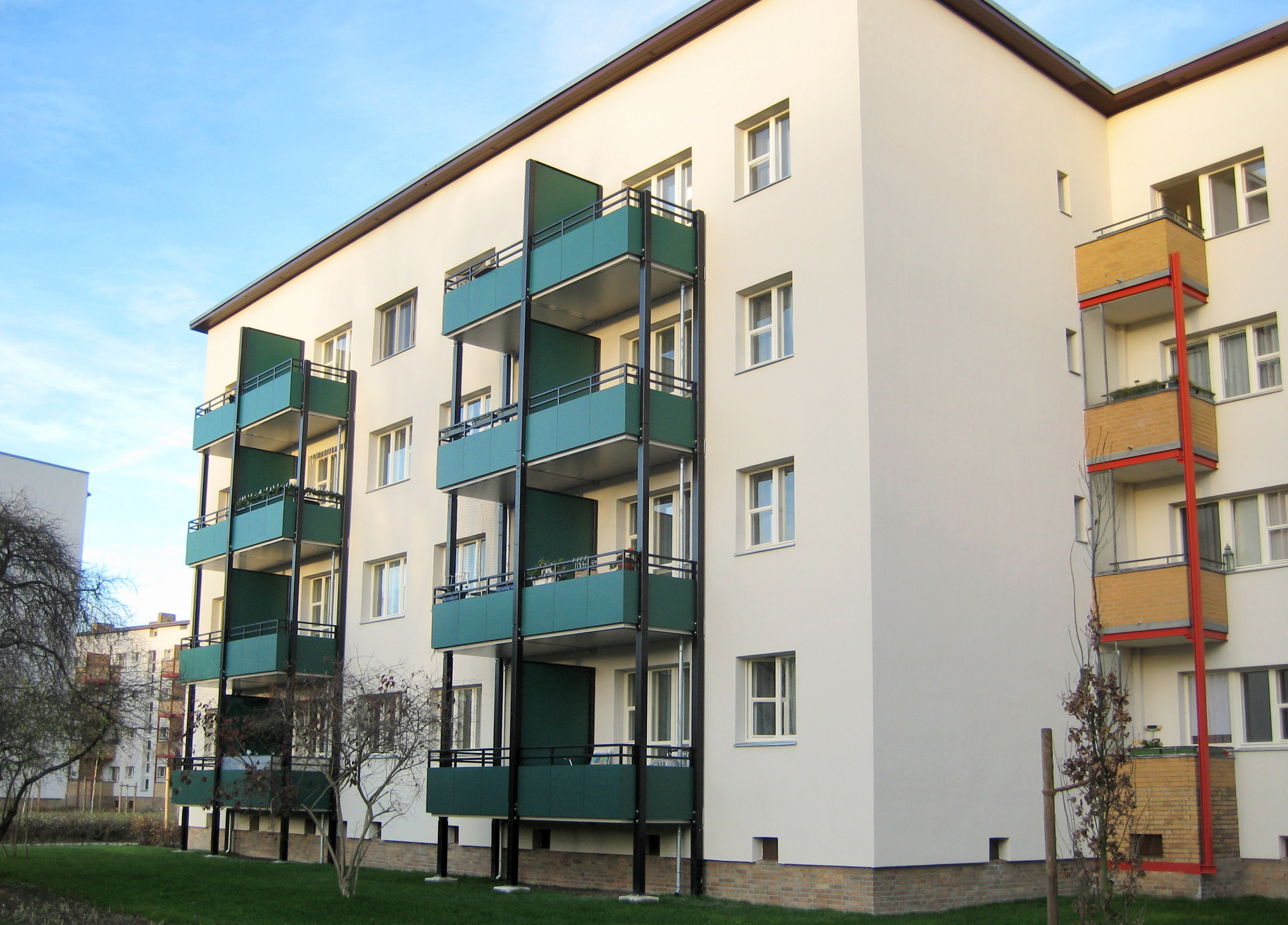
Sanierte Wohnzeile mit Wärmedämmung und neuen Balkonen
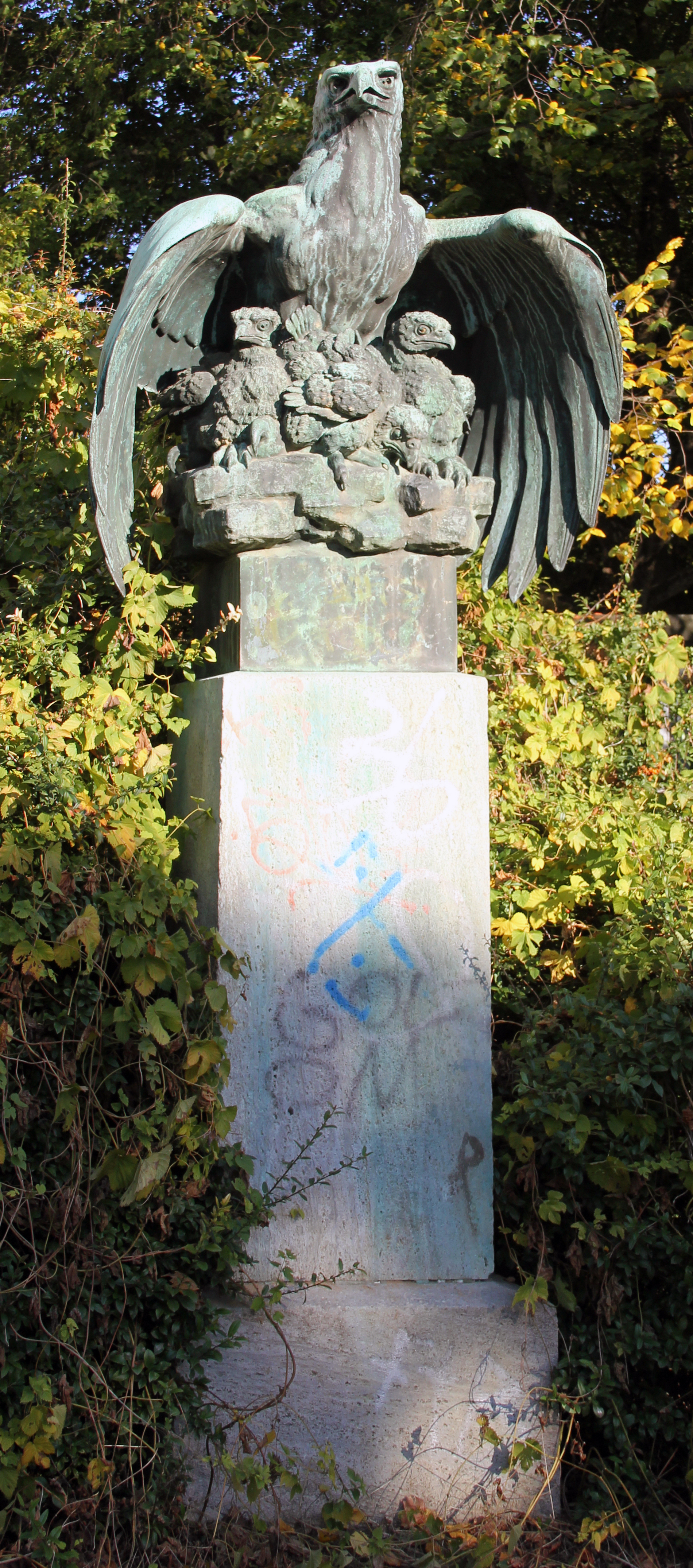
Adlerhorst mit Gelege von Max Esser, 1936